# Калмыковедение

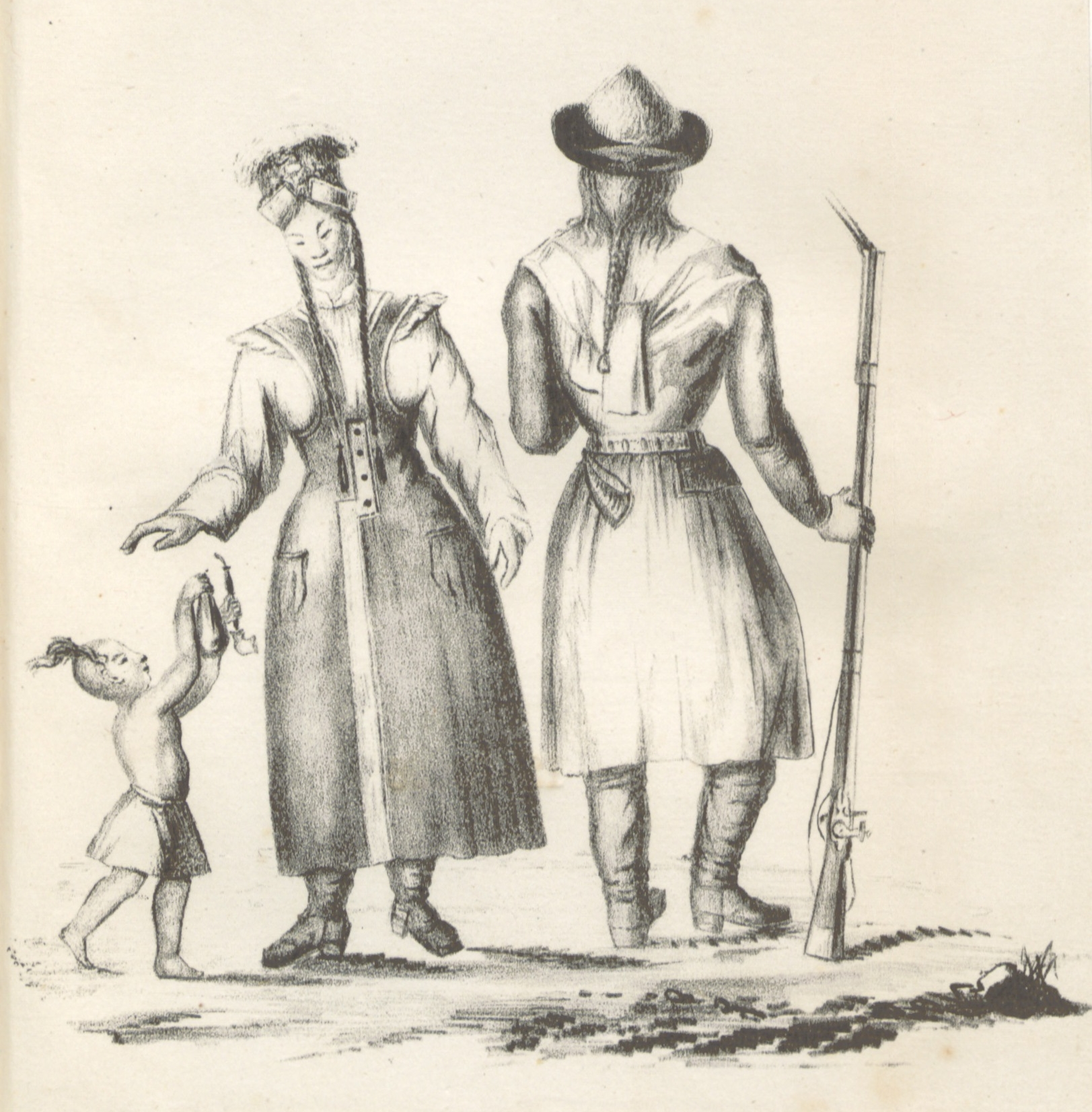
Калмыки. Иллюстрация из книги «Подробные сведения о волжских калмыках», Нефедьев Н. А., 1833 год

Калмыковедение — комплексная гуманитарная дисциплина монголоведения, изучающая историю, этнографию, филологию и культуру калмыцкого народа.

## История
Значительную роль в становлении калмыковедения сыграли его основоположники:
- Бакунин, Василий Михайлович (1700—1766) — написал сочинение «Описание калмыцких народов, а особливо из них торгоутского, и поступков их ханов и владельцев» (1761 г.);
- Вениамин Бергман (1771—1856) — сделал первую документированную европейскую запись эпоса «Джангар»;
- Бичурин, Никита Яковлевич (1777—1853) — архимандрит Иакинф, написавший сочинение «Историческое обозрение ойратов или калмыков с XV века до настоящего времени» (1834 г.);
- Генрих Август Цвик (1796—1855) — издал две книги по грамматике калмыцкого языка «Грамматика западно-монгольского (ойратского) языка» и «Словарь западно-монгольского (ойратского) языка» (1852 г.);
- Нефедьев, Николай Александрович (1800—1860) — губернский прокурор и этнограф, написал книгу «Подробные сведения о волжских калмыках» (1834 г.);
- Дуброва, Яков Павлович — православный миссионер, написал книгу «Быт калмыков Ставропольской губернии»;
- Новолетов, Моисей Григорьевич — чиновник Управления калмыцким народом; написал сочинение «Калмыки. Исторический очерк»;
- Прозрителев, Григорий Николаевич (1849—1933) — написал книгу «Военное прошлое наших калмык. Ставропольский калмыцкий полк и Астраханские полки в Отечественную войну 1812 года»;
- Пальмов, Николай Николаевич (1872—1934) — написал сочинение «Очерк истории калмыцкого народа за время его пребывания в России» (1922 г.);
- Руднев, Андрей Дмитриевич (1878—1958) — фольклорист, собирал калмыцкий музыкальный материал;
- Чонов, Ефим Чонович (1887—1927) — издал книгу «Калмыки в русской армии. XVII в., XVIII в. и 1812 г.» (1912 г.).

### Современные калмыковеды
- Номиханов, Церен-Дорджи (1898—1967) — были изданы посмертно две его книги «Материалы к изучению истории калмыцкого языка» (1975 г.) и «Очерк истории калмыцкой письменности» (1976 г.);
- Эрдниев, Урюбджур Эрдниевич (1910—1999) — этнограф, первый калмыцкий археолог. Автор сочинения «Калмыки. Историко-этнографические очерки»;
- Очиров, Уташ Улазганович (1911—1994) — специалист по сравнительной лингвистике, автор пособия «Синтаксис калмыцкого языка».

## В настоящее время
Сегодня центром калмыковедения являются Калмыцкий институт гуманитарных исследований РАН, Институт калмыцкой филологии и востоковедения при Калмыцком государственном университете, а также кафедра монголоведения и тибетологии Восточного факультета Санкт-Петербургского государственного университета.
В калмыковедении сегодня существуют следующие научные специфические дисциплины:
- Джангароведение — изучает комплекс научных сведений, связанных с эпосом «Джангар»;
- Бичиговедение — изучает письменные документы XVII—XVIII вв., написанных на тодо бичиг;